# Divizia B 1993-1994
Nella Divizia B 1993-1994 le vincitrici di ogni gruppo vennero promosse, mentre le ultime due classificate vennero retrocesse.

## Seria I
G = Partite giocate; V = Vittorie; N = Nulle/Pareggi; P = Perse; GF = Goal fatti; GS = Goal subiti; DR = Differenza reti.

## Seria II
G = Partite giocate; V = Vittorie; N = Nulle/Pareggi; P = Perse; GF = Goal fatti; GS = Goal subiti; DR = Differenza reti.
- Spareggio retrocessione: Phoenix Baia-Mare - Metalul Bocșa 2 - 1